# Diogmites texanus
Diogmites texanus là một loài ruồi trong họ Asilidae. Diogmites texanus được Bromley miêu tả năm 1934. Loài này phân bố ở vùng Tân Bắc giới.